# Miotoma

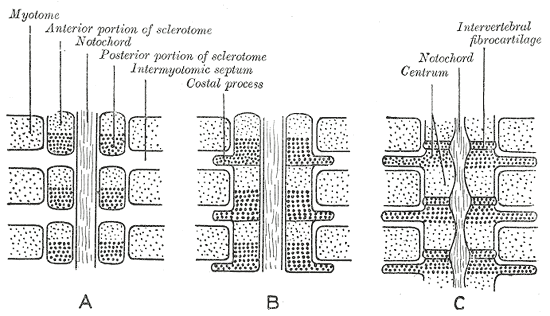
Esquema mostrando la manera en la que se desarrolla cada centro vertebral k de porciones de dos segmentos adyacentes (miotoma señalado en la esquina superior derecha)

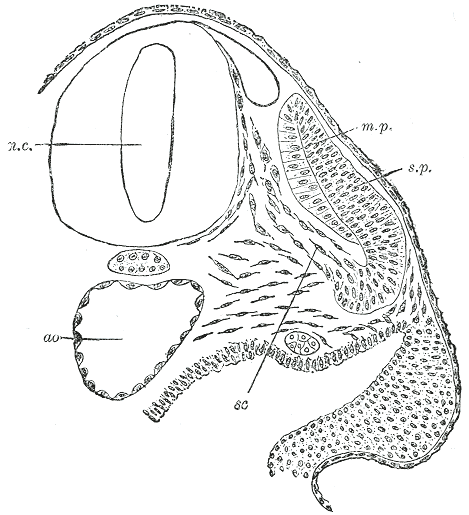
Sección transversa de un embrión humano en la tercera semana para mostrar la diferenciaciónd el segmento primitivo. ao. Aorta. m.p. Placa muscular. n.c. Canal neural. sc. Esclerotoma. s.p. Placa cutánea. (placa muscular es un término antiguo para miotoma)

En el desarrollo embrionario de los vertebrados, un miotoma es un grupo de tejidos formado de los somitas. Estas somitas se desarrollan en la pared muscular del cuerpo.
Cada miotoma se divide en una parte epaxial (dorsomedial) que formará los músculos dorsales intrínsecos y una parte hipoaxial ventrolateral que formaran los músculos de los miembros (ventrolaterales).
Los mioblastos  de la división hipoaxial forman los músculos de las paredes abdominales y torácicas anteriores.
El término «miotoma» también se usa para describir los músculos inervados por una raíz nerviosa. Es el equivalente motor al dermatoma.
Cada músculo del cuerpo está inervado por un nivel particular o segmento de la médula espinal y su correspondiente nervio espinal. El músculo y su nervio forman el miotoma.
La masa del músculo epaxial pierde su carácter segmental para formar los músculos extensores del cuello y tronco de los mamíferos. En peces, salamandras, cecílidos y reptiles, la musculatura corporal permanece segmentada como en el embrión, aunque a menudo se pliega y se superpone, con masas epaxiales e hipoaxiales divididas en varios grupos musculares distintos.

## Significado clínico
En los humanos, las pruebas de los miotoma pueden ser una parte integral del examen neurológico ya que cada raíz nerviosa que sale de la médula espinal suple a un grupo específico de músculos. Las pruebas de miotomas, en forma de pruebas musculares isométricas resistidas, proporciona al médico información del nivel donde se encuentra la lesión en la médula. Durante la prueba de los miotomas, el médico mide la debilidad muscular de un grupo particular de músculos. el resultado puede indicar la lesión de la raíz nerviosa de la médula espinal, o una herniación del disco intervertebral en las raíces nerviosas espinales.
La distribución de los miotomas de las extremidades superiores e inferiores son de la siguiente manera:

- C1/C2-flexión/extensión del cuello
- C3-Flexión lateral del cuello
- C4-Elevación del hombro
- C5-Abducción del hombro
- C6-Flexión del codo/extensión de la muñeca
- C7-Extensión del codo/flexión de la muñeca
- C8-extensión del pulgar
- T1-Abducción del dedo
- L2-Flexión de la cadera
- L3-Extensión de la rodilla
- L4-Dorsi-flexión del tobillo
- L5-Extensión del dedo gordo
- S1-Flexión plantar del tobillo
- S2-Flexión de la rodilla